# Pontificia accademia Cultorum martyrum

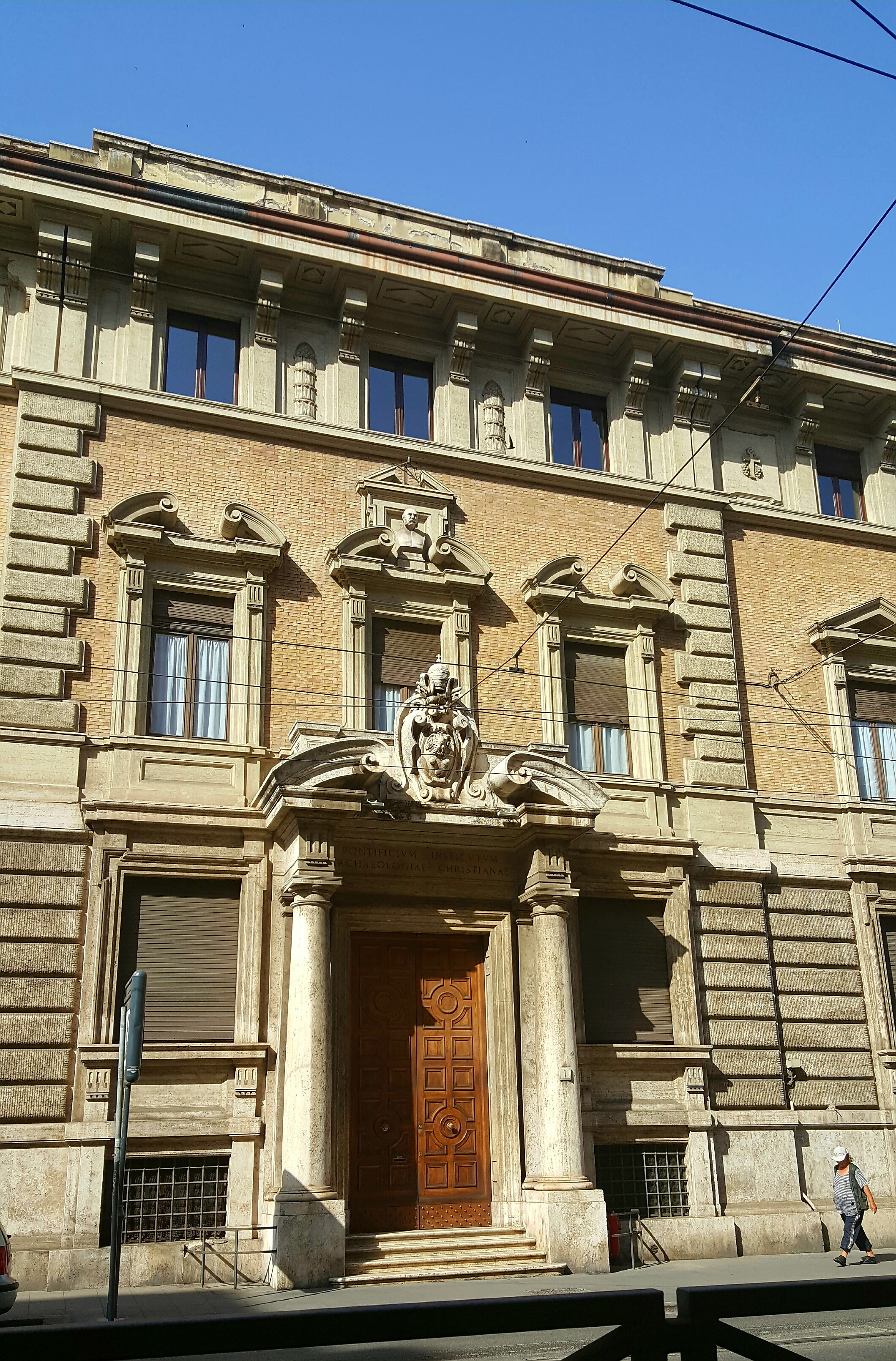
Sede della segreteria della Pontificia Accademia Cultorum Martyrum presso il Pontificio Istituto di Archeologia Cristiana in Via Napoleone III, 1 - 00185 - Roma

La Pontificia Accademia Cultorum Martyrum è una delle sette Accademie Pontificie, coordinate dal Dicastero per la Cultura e l'Educazione.
La Pontificia Accademia Cultorum Martyrum ha lo scopo di promuovere il culto dei Santi Martiri e di incrementare ed approfondire l'esatta storia dei Testimoni della Fede e dei monumenti ad essi collegati, fin dai primi secoli del cristianesimo.
A tal fine, indice celebrazioni negli antichi cimiteri cristiani e in altri luoghi sacri, con funzioni religiose e conferenze archeologiche.

## Storia
La Pontificia Accademia Cultorum Martyrum fu fondata sotto il titolo di "Collegium Cultorum Martyrum" il 2 febbraio 1879 da Mariano Armellini, Orazio Marucchi, Adolfo Hytreck ed Enrico Stevenson, insigni studiosi di antichità sacra.
Obiettivo del Collegium era la promozione del culto dei Santi Martiri, sia con celebrazioni liturgiche officiate nelle basiliche cimiteriali dal Sacerdos sia con conferenze tenute dal Magister del Collegium e da esperti in Archeologia Cristiana.
Nel 1995, con la revisione e l'approvazione del nuovo Regolamento, Papa Giovanni Paolo II la elevò a Pontificia Accademia, collegandola al Dicastero per la Cultura e l'Educazione.
L'emblema dell'Accademia è il monogramma di Cristo.

## Attività
L'Accademia tiene almeno due assemblee generali ogni anno, che si tengono presso il Pontificio Istituto di Archeologia Cristiana e nella Schola Collegii, sua sede storica ubicata presso il Collegio Teutonico in Vaticano.
La Pontificia Accademia Cultorum Martyrum patrocina anche, durante la Quaresima, lo svolgimento della liturgia stazionale, ripristinata da Mons. Carlo Respighi, Magister dell'Accademia dal 1931 al 1947.
Da allora, anche il Papa partecipa alla prima stazione quaresimale, che si tiene il Mercoledì delle Ceneri presso la Basilica di Santa Sabina all'Aventino.

## Organizzazione
L'accademia si compone di Sodales e di Associati d'ambo i sessi. Raggiunta l'età di ottant'anni, i Sodales diventano emeriti.
I Sodales elevati alla dignità episcopale o insigniti della Porpora sono nominati Patroni.
La carica di Magister è di nomina pontificia e "ad quinquennium", rinnovabile.
Il Magister, inoltre, fa parte del Consiglio di coordinamento fra Accademie Pontificie.
Il Consiglio Direttivo in carica è attualmente composto da:
Sig.ra Giuliani Dott. Raffaella, Magister
Rev. Mons. Iacobone Pasquale, Sacerdos
Sig. Marocco Dott. Cav. Gr. Croce Michele, Ab Epistulis
Sig. Rinaldin Dott. Rinaldo, Procurator
Sig. Zauli Dott. Comm. Stefano, Arcarius
Sig.ra Acutis Salzano Dott. Antonia, Curator
Sig. Appolloni Dott. Uff. Pasqualino, Curator
Sig. Bussinello Dott. Cav. Gr. Mag. Giulio, Curator
Sig. Fazzini Cav. Stefano, Curator
Sig. Imbrighi Prof. Comm. Giampaolo, Curator
Sig. Infante Ph.D. Gr. Uff. Pietro, Curator
Rev.da Sr. Morelli Rosalba, Curator.

## Cronotassi deiMagister
- Carlo Respighi (1931 - 1947)
- Enrico Josi (1947 - 1975)
- Carlo Carletti (1976 - 1978)
- Aimé-Pierre Frutaz (1978 - 1980)
- Virginio Colciago, B. (1981 - 1987)
- Antonio Quacquarelli (1987 - 1993)
- Emanuele Clarizio (1993 - 1996)
- Luigi Favero, S.M. (1996 - 2001)
- Fabrizio Bisconti (2 aprile 2001 - 22 marzo 2022)
- Raffaella Giuliani (16 settembre 2022 - ad oggi).